# Heliophila ephemera
Heliophila ephemera är en korsblommig växtart som beskrevs av P.A. Bean. Heliophila ephemera ingår i släktet solvänner, och familjen korsblommiga växter. Inga underarter finns listade i Catalogue of Life.